# Bazouges-la-Pérouse
Bazouges-la-Pérouse är en kommun i departementet Ille-et-Vilaine i regionen Bretagne i nordvästra Frankrike. Kommunen ligger i kantonen Antrain som tillhör arrondissementet Fougères-Vitré. År 2022 hade Bazouges-la-Pérouse 1 865 invånare.

## Befolkningsutveckling
Antalet invånare i kommunen Bazouges-la-Pérouse
Referens:INSEE